# Самойлова Надія Василівна
Надія Василівна Самойлова, у шлюбі Макшеєва (6 (18) січня 1818 — 18 (30) березня 1899) — російська драматична і оперна акторкаа та співачка (меццо-сопрано).

## Біографія
Разом з сестрами закінчила пансіон для шляхетних дівчат пані Ферай. Співу навчалася в Петербурзькому театральному училищі у Ф. Даль-Окки. У 1838—1859 роках працювала в Александринському театрі, дебютувавши в ролі Віри — водевіль «Матушкина дочка» П. І. Григор'єва. Одночасно виступала в операх і драматичних постановках.
Найбільш яскраво комедійне обдарування проявилося в водевільних і комічних ролях з переодяганням. Володіючи також даром перевтілення і імітації, з великим успіхом копіювала манеру співу італійської співачки Дж. Грізі, танці Ф. Ельслер, а в водевілі «Бідова дівчина» Н. Куликова пародіювала французьких акторок Л. Вольніс і Ж. Арну-Плессі.
Оперний репертуар: Варвара, 1-а виконавиця («Варвара, Ярославська мереживниця»), Ганна Василівна, 1-а виконавиця («Староста Борис, або Руський мужичок і французькі мародери»); Гіацинта («Чорне доміно, або Таємнича маска»); Жоржетта («Андорська долина»), Берта («Нюрнберзька лялька»).
З величезним успіхом співала на сцені московської Італійської опери (опера «Дочка полку»).